# Eleição municipal de Gravataí em 2016
A eleição municipal de Gravataí em 2016 foi realizada para eleger um prefeito, um vice-prefeito e 21 vereadores no município de Gravataí, no estado brasileiro do Rio Grande do Sul. Foram eleitos Marco Aurélio Soares Alba (MDB) e Tanrac Magalhães Saldanha para os cargos de prefeito(a) e vice-prefeito(a), respectivamente.
Seguindo a Constituição, os candidatos são eleitos para um mandato de quatro anos a se iniciar em 1º de janeiro de 2017. A decisão para os cargos da administração municipal, segundo o Tribunal Superior Eleitoral, contou com 186 699 eleitores aptos e 32 474 abstenções, de forma que 17.39% do eleitorado não compareceu às urnas naquele turno.

## Antecedentes
Na eleição municipal de 2012, Marco Alba, do PMDB, derrotou a candidata do PSB Anabel Lorenzi no primeiro turno. Esse pleito foi marcado pela candidatura indeferida pela Justiça Eleitoral do candidato Daniel Bordignon do PT que teve todos os seus votos considerados nulos.
 O candidato do PMDB foi eleito com 54,82% dos votos válidos em 2012. Antes de vencer a eleição para prefeito, Marco Alba foi deputado estadual do Rio Grande do Sul em 2002 até 2007 e 2010 até 2012.

## Campanha
O prefeito Marco Alba, em busca da reeleição, fez sua campanha direcionada ao progresso de Gravataí. Sua campanha eleitoral realizada fora de época, em fevereiro, disputou com a de Rosana Bordignon, esposa de Daniel Bordignon, que estava sendo questionada sobre a sua popularidade na cidade, de acordo com reportagem da Gauchazh.
“A mudança já começou. Gravataí não pode parar”, como disse o prefeito, promoveu as mudanças que vem fazendo a quatro anos em que está liderando o Executivo municipal. Marco acredita que foi responsável por organizar a cidade que estava com uma dívida de R$583 milhões. A prefeitura foi regularizada para procurar novos recursos para obras e projetos após terem sido pagos R$170 milhões da dívida. Na educação, garantiu que modernizaria e ampliaria as escolas e retomaria as obras abandonadas das Emeis. A saúde foi uma das prioridades do prefeito, em sua última gestão foram investidos 25% dos recursos do município na área e prometeu aumentar os número ainda mais em 2017.

## Resultados

### Eleição municipal de Gravataí em 2016 para Prefeito
A eleição para prefeito contou com 7 candidatos em 2016: Daniel Luiz Bordignon do Partido Democrático Trabalhista, Marco Aurélio Soares Alba do Movimento Democrático Brasileiro (1980), Levi Lorenzo Melo do Partido Social Democrático (2011), Anabel Lorenzi do Partido Socialista Brasileiro, Rafael Linck Moehlecke do Partido Socialismo e Liberdade, Valter Luiz Amaral da Silva do Partido dos Trabalhadores, Sadao Makino do Partido Socialista dos Trabalhadores Unificado que obtiveram, respectivamente, 0, 33 420, 19 420, 25 756, 2 134, 2 578, 352 votos. O Tribunal Superior Eleitoral também contabilizou 17.39% de abstenções nesse turno.
| Candidato(a)                     | Vice                          | Coligação | Votos recebidos | Percentual |
| -------------------------------- | ----------------------------- | --- | --------------- | ---------- |
| Marco Aurélio Soares Alba (MDB)  | Tanrac Magalhães Saldanha     | A Mudança Ja Começou. Gravataí Não Pode Parar PMDB / PTB / PMN / REDE / PROS / PRB / PP / DEM / PSC / PV / PTC | 33420           | 25.9%      |
| Anabel Lorenzi (PSB)             | Carlos Gilberto Nunes Pereira | Unidos Por uma Nova Gravataí PSB / PEN / PTN / PSDB                                                            | 25756           | 19.96%     |
| Levi Lorenzo Melo (PSD)          | Everton Ferreira Tristão      | Gravatai Melhor para Se Viver PSD / PRTB                                                                       | 19420           | 15.05%     |
| Valter Luiz Amaral da Silva (PT) | Adelaide Maria Klein          | Partido dos Trabalhadores (sem coligação)                                                                      | 2578            | 2%         |
| Rafael Linck Moehlecke (PSOL)    | Luis Felipe Teixeira          | Partido Socialismo e Liberdade (sem coligação)                                                                 | 2134            | 1.65%      |
| Sadao Makino (PSTU)              | Ivan Coelho Misiuk            | Partido Socialista dos Trabalhadores Unificado (sem coligação)                                                 | 352             | 0.27%      |
| Daniel Luiz Bordignon (PDT)      | Claudio Roberto Pereira Ávila | A Esperança está Presente PDT / SD / PCdoB / PTdoB / PHS / PSDC / PR                                           | 0               | 0%         |

### Eleição municipal de Gravataí em 2016 para Vereador
Na decisão para o cargo de vereador na eleição municipal de 2016, foram eleitos 21 vereadores com um total de 130 823 votos válidos. O Tribunal Superior Eleitoral contabilizou 12 237 votos em branco e 11 165 votos nulos. De um total de 186 699 eleitores aptos, 32 474 (17.39%) não compareceram às urnas .
| Nome                              | Partido político                               | Coligação                                               | Votos recebidos | Percentual |
| --------------------------------- | ---------------------------------------------- | ------------------------------------------------------- | --------------- | ---------- |
| Paulo Remi Silveira Martins       | Movimento Democrático Brasileiro (MDB)         | Gravataí no Caminho Certo                               | 2947            | 2.25%      |
| Dimas Souza da Costa              | Partido Social Democrático (PSD)               | Gravatai Melhor Para Se Viver                           | 2880            | 2.2%       |
| Clebes Ubirajara Moreira Mendes   | Movimento Democrático Brasileiro (MDB)         | Gravataí no Caminho Certo                               | 2654            | 2.03%      |
| Nadir Flores da Rocha             | Movimento Democrático Brasileiro (MDB)         | Gravataí no Caminho Certo                               | 2450            | 1.87%      |
| Alan dos Santos Vieira            | Movimento Democrático Brasileiro (MDB)         | Gravataí no Caminho Certo                               | 1986            | 1.52%      |
| Paulo Ricardo Pereira da Silveira | Partido Socialista Brasileiro (PSB)            | Partido Socialista Brasileiro (sem coligação)           | 1941            | 1.48%      |
| Jovane Grosz Amador               | Partido Trabalhista Brasileiro (PTB)           | Gravataí no Caminho Certo                               | 1936            | 1.48%      |
| Carlos Roberto Dias da Fonseca    | Partido Socialista Brasileiro (PSB)            | Partido Socialista Brasileiro (sem coligação)           | 1911            | 1.46%      |
| Fabio Rodrigues de Avila          | Partido Republicano Brasileiro (PRB)           | Pra Fazer Ainda Mais                                    | 1728            | 1.32%      |
| Alex Pereira Tavares              | Movimento Democrático Brasileiro (MDB)         | Gravataí no Caminho Certo                               | 1644            | 1.26%      |
| Dilamar de Souza Soares           | Partido Social Democrático (PSD)               | Gravatai Melhor Para Se Viver                           | 1597            | 1.22%      |
| Rosane Massulo da Silva Bordignon | Partido Democrático Trabalhista (PDT)          | Partido Democrático Trabalhista (sem coligação)         | 1578            | 1.21%      |
| Alexsander Almeida de Medeiros    | Partido Democrático Trabalhista (PDT)          | Partido Democrático Trabalhista (sem coligação)         | 1468            | 1.12%      |
| Airton Leal Vasconcelos           | Partido Verde (PV)                             | Partido Verde (sem coligação)                           | 1445            | 1.1%       |
| Aureo Muniz Tedesco               | Partido da Social Democracia Brasileira (PSDB) | Partido da Social Democracia Brasileira (sem coligação) | 1431            | 1.09%      |
| Joao Batista Pires Martins        | Partido Social Democrático (PSD)               | Gravatai Melhor Para Se Viver                           | 1314            | 1%         |
| Roberto Carvalho de Andrade       | Partido Progressista (PP)                      | Mais por Gravatai                                       | 1306            | 1%         |
| Evandro Ramos Soares              | Democratas (DEM)                               | Mais por Gravatai                                       | 1200            | 0.92%      |
| Francisco Demétrio Tafras         | Partido Democrático Trabalhista (PDT)          | Partido Democrático Trabalhista (sem coligação)         | 1188            | 0.91%      |
| Neri Facin                        | Partido da Social Democracia Brasileira (PSDB) | Partido da Social Democracia Brasileira (sem coligação) | 995             | 0.76%      |
| Vagner Padilha Azevedo            | Partido Socialista Brasileiro (PSB)            | Partido Socialista Brasileiro (sem coligação)           | 864             | 0.66%      |

## Análise
A vitória de Marco Alba se deu após cinco meses de uma eleição marcada por uma reviravolta judicial. Daniel Bordignon, do PDT, tinha recebido a maior quantidade de votos para a prefeitura de Gravataí, mas teve a candidatura indeferida pelo TRE, de acordo com reportagem do G1. Como o recurso pedido pelo candidato do PDT não foi aceito, novas eleições foram feitas e quem assumiu seu lugar na disputa foi sua esposa Rosana Bordignon. A nova candidata, diante da negativa candidatura do marido, não sabia se terei a capacidade de arrecadar a mesma quantidade de votos de Daniel. Ela chegou a um número semelhante, 1179 votos a menos, mas não foi capaz de vencer Alba que levou 40% dos votos válidos na eleição suplementar. Quando a vitória confirmou-se, os militantes que apoiavam alba gritavam "fora ficha suja" em comemoração a derrota de Daniel e Rosane, de acordo com reportagem da Gauchazh. O prefeito foi reeleito para mais quatro anos de mandato, priorizando a saúde e segurança pública.